# Atena (film)

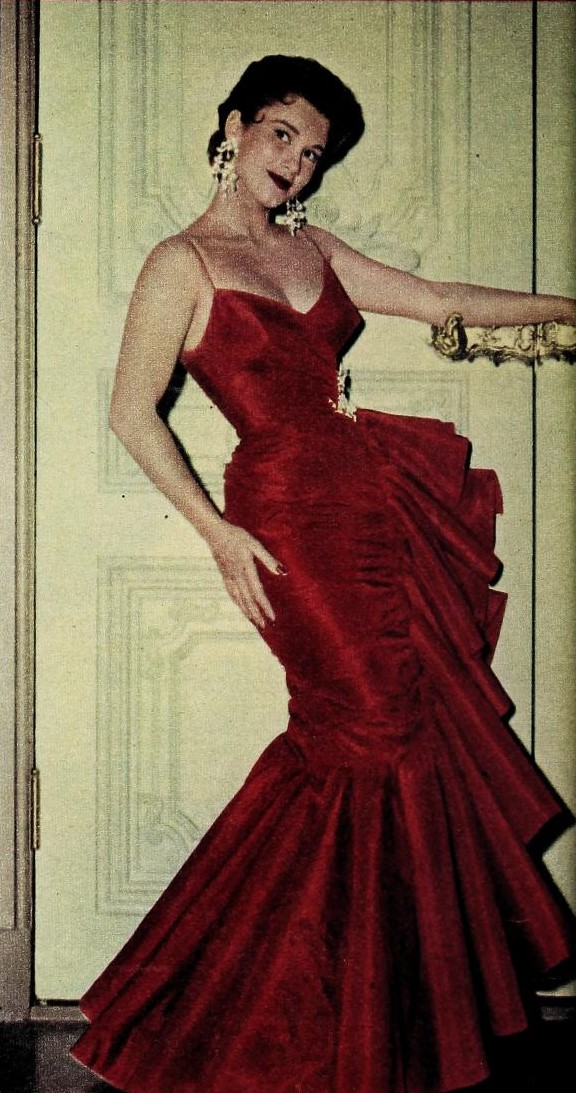
Linda Christian w filmie Atena

Atena (ang. Athena) – amerykański film muzyczny z 1954 roku.

## Treść
Prawnik Adam zakochuje się w dziewczynie o imieniu Athena. Okazuje się, że zarówno jego wybranka jak i cała jej rodzina są bardzo ekscentryczni. Wszystkie jej siostry noszą imiona nawiązujące do mitologii greckiej. Oprócz tego są fanami sportu i zdrowego odżywiania. Adama czeka niełatwe zadanie dorównania swojej wysportowanej wybrance.

## Obsada
- Jane Powell (Athena Mulvain)
- Debbie Reynolds (Minerva Mulvain)
- Edmund Purdom (Adam Calhorn Shaw)
- Virginia Gibson (Niobe Mulvain)
- Nancy Kilgas (Aphrodite Mulvain)
- Dolores Starr (Calliope Mulvain)
- Jane Fischer (Medea Mulvain)
- Cecile Rogers (Ceres Mulvain)
- Vic Damone (Johnny Nyle)
- Steve Reeves (Ed Perkins)
- Louis Calhern (Ulysses Mulvain)
- Evelyn Varden (Salome Mulvain)
- Linda Christian (Beth Hallson)
- Ray Collins (Mr. Tremaine)
- Carl Benton Reid (Mr. Griswalde)
- Howard Wendell (Mr. Grenville)